# Мардашова, Татьяна Ивановна
Татьяна Ивановна Мардашова (укр. Тетяна Іванівна Мардашова; 5 февраля 1942, Ярославская область — 22 июля 2021, Измаил, Одесская область) — советский и украинский тренер по лёгкой атлетике; Заслуженный тренер УССР.

## Биография
Родилась 5 февраля 1942 года в одной из деревушек Ярославской области. Отец погиб на фронте Великой Отечественной войны, мать трудилась почтовым работником.
Ещё в школе, в восьмом классе, Татьяну заметили и пригласили заниматься в детско-юношеской спортивной школе прыжками в длину. После окончания школы спортсменка поступила в Смоленский государственный институт физической культуры. В 1952 году по распределению она приехала в Измаил. Работала инструктором и тренером по лёгкой атлетике в добровольных спортивных обществах «Спартак» и «Авангард», а также в детско-юношеских спортивных школах городского отдела образования и Дунайского пароходства.
Занималась с детьми, готовя их в прыжках длину. В числе её воспитанников: Галина Чистякова — Заслуженный мастер спорта СССР, рекордсменка мира по прыжкам в длину, призёр Олимпийских игр 1988 года, призёр чемпионатов и кубков мира; Елена Говорова — мастер спорта международного класса, призёр чемпионата мира среди юниоров 1992 года, призёр Олимпийских игр по прыжкам в длину; Татьяна Обухова — обладатель четвёртого результата в тройном прыжке на чемпионате Европы 1997 года, член сборной страны по лёгкой атлетике.
Своё дело Татьяна Ивановна Мардашова не оставляла до последнего, работая тренером ДЮСШ городского спорткомитета Измаила. А ёе молодые воспитанники — Евгений Комаров и Андрей Станчев — принимают участие во всеукраинских соревнованиях различного уровня.
В 1997 году за заслуги перед городом Т. И. Мардашова была удостоена звания «Почётный гражданин города Измаила»".
Скончалась 22 июля 2021 года.